# Euophrys arenaria
Euophrys arenaria es una especie de araña saltarina del género Euophrys, familia Salticidae. Fue descrita científicamente por Urquhart en 1888.
Habita en Nueva Zelanda.